# Volkslied van Sleeswijk-Holstein
Het volkslied van Sleeswijk-Holstein is een in 1844 gecomponeerde Duitstalige hymne, die in de Duitse deelstaat Sleeswijk-Holstein een semi-officiële status heeft. De eerste regel van de eerste strofe luidt: Schleswig-Holstein, meerumschlungen.  Het lied wordt ook wel Schleswig-Holstein-Lied of SH-Lied genoemd.

## Geschiedenis
De componist was de Duitse musicus Carl Gottlieb Bellmann .

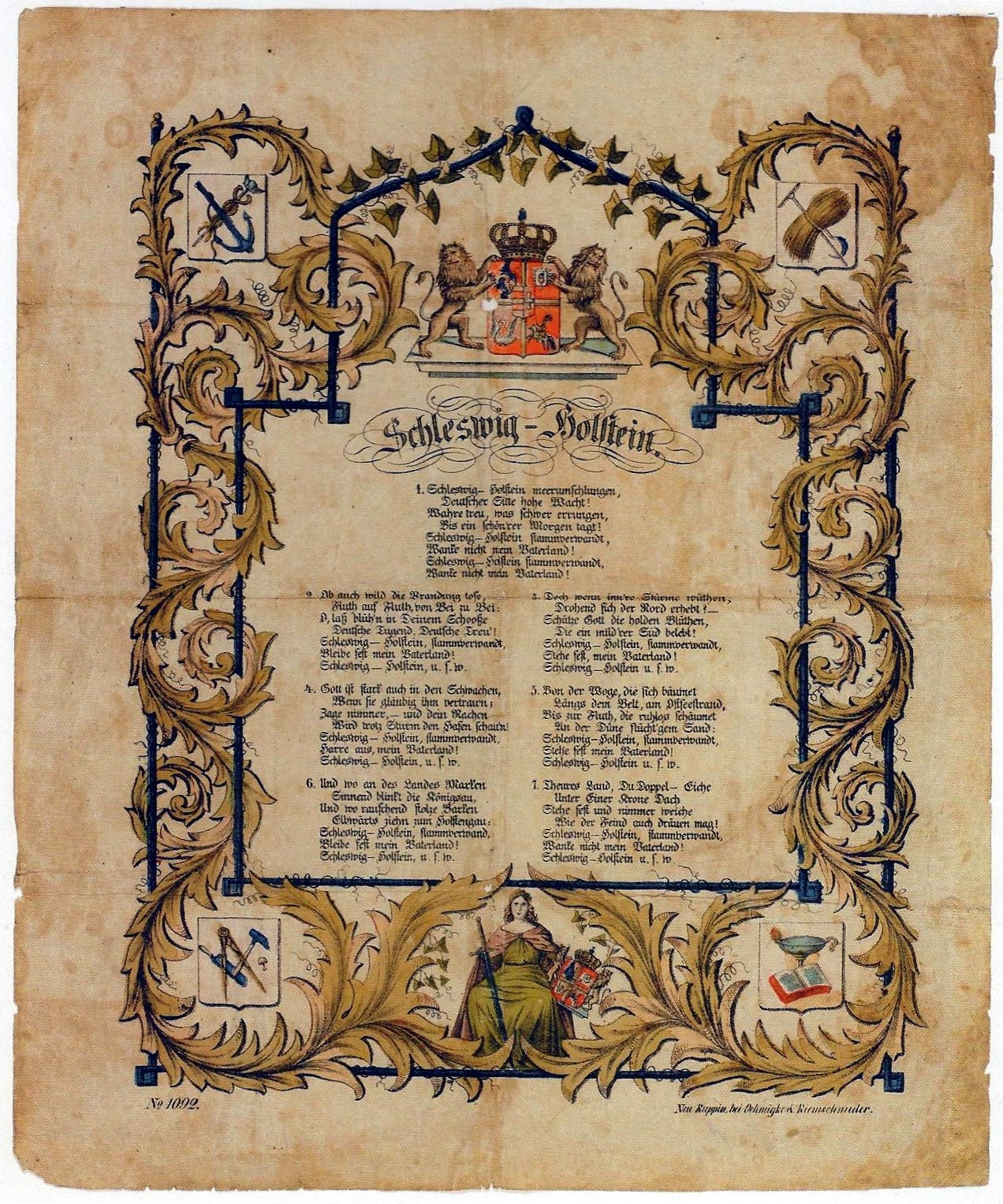
Document met de tekst van het SH-Lied, tweede helft 19e eeuw

## Tekst
De tekst is, naar de mode van die tijd, sterk nationalistisch getint. Met het gevaar uit het noorden wordt Denemarken bedoeld. Het lied had in het midden van de 19e eeuw de status van een nationaal volkslied. Zie ook: Eerste Duits-Deense Oorlog (1848-1851) en Tweede Duits-Deense Oorlog (1864). 
De twee eiken in het lied staan voor de hertogdommen Sleeswijk en Holstein. De schrijver zag beide hertogdommen het liefst verenigd, in de meeste opzichten onafhankelijk, maar Duitsgezind en onder Duits opperbestuur. De hymne is in de nazi-tijd ook voor propagandadoeleinden gebruikt.
De tekst luidt:
Wanke nicht, mein Vaterland
1.
Schleswig-Holstein, meerumschlungen,
deutscher Sitte hohe Wacht!
Wahre treu, was schwer errungen,
bis ein schön’rer Morgen tagt!
Schleswig-Holstein, stammverwandt,
wanke nicht, mein Vaterland!
Schleswig-Holstein, stammverwandt,
wanke nicht, mein Vaterland!
2.
Ob auch wild die Brandung tose,
Flut auf Flut von Bai zu Bai:
O, lass blühn in deinem Schoße
deutsche Tugend, deutsche Treu’.
Schleswig-Holstein, stammverwandt,
bleibe treu, mein Vaterland!
Schleswig-Holstein, stammverwandt,
bleibe treu, mein Vaterland!
3.
Doch wenn inn’re Stürme wüten,
drohend sich der Nord erhebt,
schütze Gott die holden Blüten,
die ein milder Süd belebt.
Schleswig-Holstein, stammverwandt,
stehe fest, mein Vaterland!
Schleswig-Holstein, stammverwandt,
stehe fest, mein Vaterland!
4.
Gott ist stark auch in den Schwachen,
wenn sie gläubig ihm vertrau’n;
zage nimmer, und dein Nachen
wird trotz Sturm den Hafen schau’n.
Schleswig-Holstein, stammverwandt,
harre aus, mein Vaterland!
Schleswig-Holstein, stammverwandt,
harre aus, mein Vaterland!
5.
Von der Woge, die sich bäumet
längs dem Belt am Ostseestrand,
bis zur Flut, die ruhlos schäumet
an der Düne flücht’gem Sand. –
Schleswig-Holstein, stammverwandt,
stehe fest, mein Vaterland!
Schleswig-Holstein, stammverwandt,
stehe fest, mein Vaterland!
6.
Und wo an des Landes Marken
sinnend blinkt die Königsau,
und wo rauschend stolze Barken
elbwärts ziehn zum Holstengau. –
Schleswig-Holstein, stammverwandt,
bleibe treu, mein Vaterland!
Schleswig-Holstein, stammverwandt,
bleibe treu, mein Vaterland!
7.
Teures Land, du Doppeleiche,
unter einer Krone Dach,
stehe fest und nimmer weiche,
wie der Feind auch dräuen mag!
Schleswig-Holstein, stammverwandt,
wanke nicht, mein Vaterland!
Schleswig-Holstein, stammverwandt,
wanke nicht, mein Vaterland!

## Varia
Een regionale radiozender laat dagelijks rond middernacht een bandopname horen met de eerste strofe van deze hymne daarop.